# Lecionário 158
O Lecionário 158 (designado pela sigla ℓ 158 na classificação de Gregory-Aland) é um antigo manuscrito do Novo Testamento, paleograficamente datado do Século XVI d.C.[a]
Este codex contém lições dos Actos dos Apóstolos e das epístolas  (conhecidos como Apostolarion). Seu texto é semelhante ao texto do codex ℓ 60[a]. Foi escrito em grego, e actualmente se encontra na Biblioteca Nacional da França.